# تورینو چرکوئی
تورینو چرکوئی (انگلیسی: Torino Cherokee)
تورینو چروکی یک ماشین مسابقه ای است که در آرژانتین تولید و توسعه یافته بود تا بتواند در مسابقات توریزمو چارتر شرکت کند. تولید این خودرو در آرژانتین بین دهه ۶۰ و ۸۰ میلادی ، به عنوان ماشین مسابقه انجام شده است.